# Adoració dels Mags (Andrea della Robbia)
Aquesta representació de l'Adoració dels Mags és un relleu escultòric de terracota vidrada que va ser realitzat a Florència per l'escultor Andrea della Robbia (1435-1525) com a objecte de devoció. Actualment aquesta escultura es troba a la col·lecció del Museu Victoria and Albert de la ciutat de Londres amb el número de codi 4412-1857.

## Antecedents
Andrea va heretar el taller familiar del seu oncle, Luca della Robbia, qui havia desenvolupat la tècnica d'aplicar vernissos, similars als utilitzats pels ceramistes, sobre terracota per produir escultures amb colorit, duradores i relativament barates. Andrea aplicava normalment la bicromia blanc-blau a les seves obres per a diverses esglésies i palaus de la Toscana i Úmbria. Les escultures més grans, com aquest exemple de l'Adoració dels Mags, que data aproximadament del 1500 a 1510, es van realitzar en diverses peces amb la fi de la seva cabuda al forn per a la cocció.

## Descripció

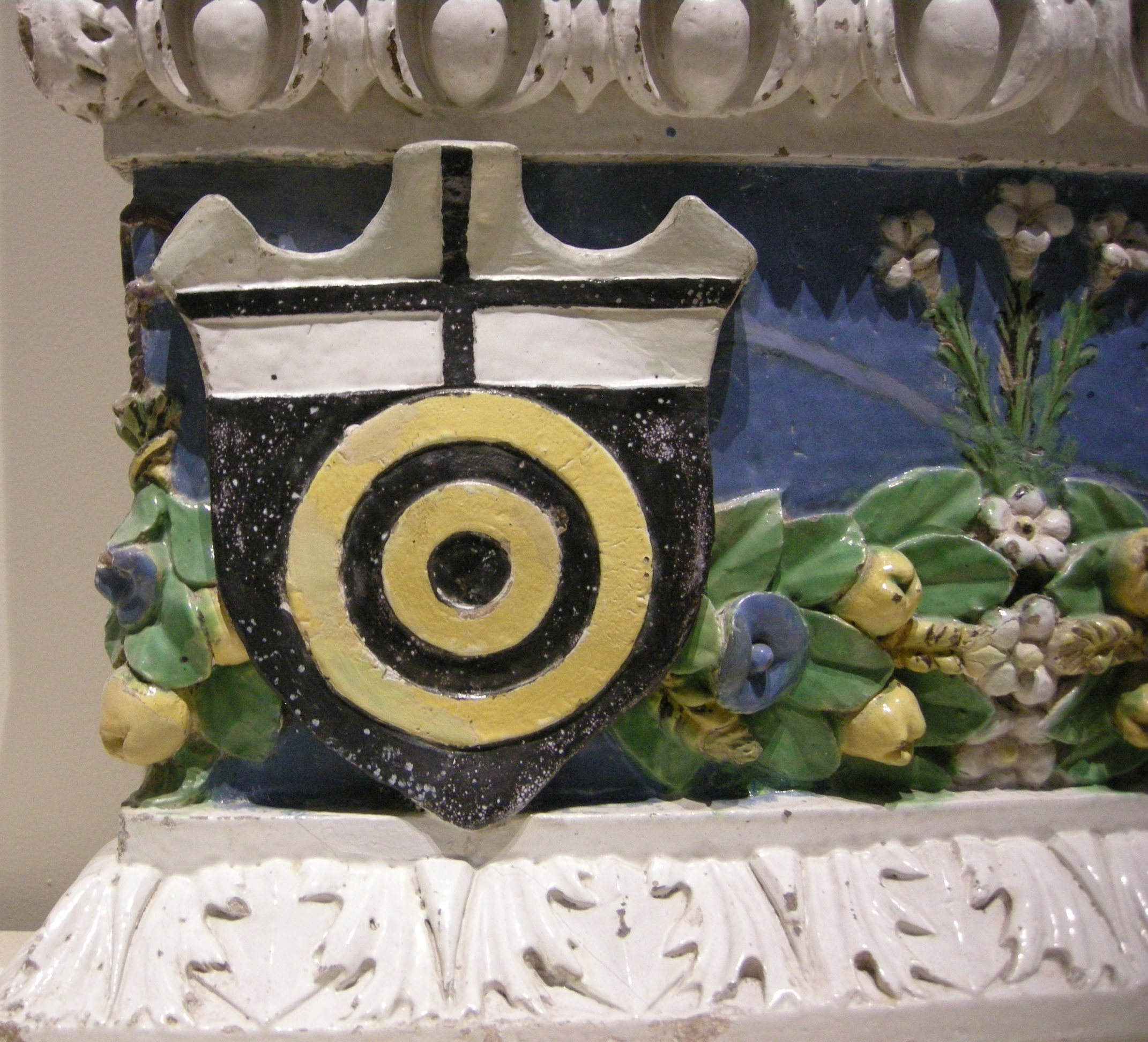
Escut d'armas de la Casa d'Albizzi dins el relleu.

L'escena es desenvolupa en un paisatge, mostrant als tres reis amb els seus servents, oferint els seus presents a la Sagrada Família. L'escultura d'Andrea era similar en estil a la pintura contemporània, però uns certs colors, com el vermell, no podia ser produït en esmalt. L'escut d'armes de la Casa d'Albizzi, una prominent família florentina, es pot veure al quadre i el relleu va ser probablement encarregat per ells per a una església no lluny de la ciutat de Florència. La superfície brillant procedent del vernís vítric que tenia l'obra, va deure reflectir la llum de les espelmes de la capella, amb el que donava vida a la imatge representada en ella.